# Muntanyes Sulayman
La serralada de Sulaiman (Sulayman o Suleiman) o muntanyes Sulaiman (Sulayman, Suleiman) és un grup orogràfic del Pakistan i Afganistan de 400 km de llarg entre el riu Gomal al nord i l'Indus al sud. Separa la Província de la Frontera del Nord-oest i Panjab de la província de Balutxistan. L'altura és decreixent cap al sud.
El seu cim és conegut pels europeus com Takht-i-Sulaiman (Tron de Salomó) i pels natius com Kasi Ghar, amb una altura de 3.487 metres. Els habitants són de majoria paixtu i cap al sud balutxis. L'antic Fort Sandeman estava a aquesta zona i tenia a uns 50 km al nord-oest el famós sanatori de Shinghar. Més al sud hi havia Fort Munro.